# おばさん弁護士 町田珠子
『おばさん弁護士 町田珠子』（おばさんべんごし まちだたまこ）は、2015年1月30日にフジテレビ系列「赤と黒のゲキジョー」で放送されたテレビドラマ。当初2014年11月28日に放送予定だったが、高倉健の死去に伴い11月21日に『南極物語』が追悼番組として放送され、元々11月21日に放送予定だった『前科ありの女たち』が11月28日に順延となったことでしばらく放送日時が未定だった。
またこの作品が蟹江敬三の最後の出演作となった。

## あらすじ
町田珠子は54歳の新米弁護士。東京拘置所の目の前にある喫茶「夢の木」で店長の石橋大介とともに働いている。「夢の木」の中に「町田珠子法律事務所」を併設しているが、いまだ弁護依頼はなくただただ待ち続ける日々。
そんな珠子のもとに初めての弁護依頼がくる。依頼人は清川涼子。誘拐事件を起こし現行犯逮捕された息子の夏彦を助けてほしいと頼んできたのだ。名門である東都医大生の夏彦が、東都医大の理事長の娘・葵を誘拐したとして世間を騒がせていた。
依頼を引き受けた珠子は事件を調べるうちに意外な事実を知ることになる。

## キャスト
町田 珠子
演 - 岸本加世子
54歳の新米弁護士。
喫茶「夢の木」に「町田珠子法律事務所」を併設している。清川涼子から初めて弁護依頼を受ける。
山形 寿太郎
演 - 六角精児
「夢の木」の常連客。弁護士。
町田 春香
演 - 美波
泰史の妻。検事。
町田 泰史
演 - 山口翔悟
珠子の息子。料理学校の教師。
清川 涼子
演 - 美保純
夏彦の母。珠子に夏彦の弁護を依頼する。
清川 夏彦
演 - 泉澤祐希
東都医大生。葵を誘拐したとして現行犯逮捕される。
結城 葵
演 - 松本来夢
東都医大理事長の娘。夏彦に誘拐されたとして世間を騒がせる。
結城 佳苗
演 - 星ようこ
葵の母。
石橋 大介
演 - 蟹江敬三
喫茶「夢の木」店長。珠子は姪にあたる。
その他
山中淳史、時任亜弓、井原幹雄、藤森麻由 ほか

## スタッフ
- 脚本 - 坂口理子
- 演出 - 本木克英
- 音楽 - 岡崎雄二郎
- 法律監修 - 成田茂
- 技術協力 - 松竹映像センター、IMAGICA
- 照明協力 - 照太郎
- 美術協力 - 東京美工、東映美術
- 編成企画 - 太田大（フジテレビ）
- プロデューサー - 佐々木淳一（松竹）、田辺晶一（ドリーミングアウル）、升本由喜子（ドリーミングアウル）
- 制作 - フジテレビ
- 企画制作協力 - ドリーミングアウル
- 制作プロダクション - 松竹撮影所東京スタジオ
- 制作著作 - 松竹株式会社